# نهائي بطولة الأندية الآسيوية 2001–02
نهائي بطولة الأندية الآسيوية 2001–02 (دوري أبطال آسيا حالياً) هي مباراة كرة قدم لعبت بين نادي سوون سامسونغ بلووينغز الكوري الجنوبي ونادي آنيانغ إل جي تشيتاس الكوري الجنوبي وإنتهت المباراة بفوز سوون سامسونغ بلووينغز بنتيجة 4-2. ليتوّج سوون سامسونغ بلووينغز بطلاً لبطولة الأندية الآسيوية للمرة الثاني في تاريخه.

## تفاصيل المباراة
| سوون سامسونغ بلووينغز | 0–0 (ب.و.إ.) | آنيانغ إل جي تشيتاس |
| --------------------- | ------------ | ------------------- |
|                       |              |                     |

## البطل
| بطولة الأندية الآسيوية 2001–02 سوون سامسونغ بلووينغز اللقب الثاني |

## وصلات خارجية
- بطولة الأندية الآسيوية 2002 على RSSSF.com